# Benacazón
Benacazón er en by og kommune i det sydlige Spanien i provinsen Sevilla. Den har et indbyggertal på 7.358 (2024) indbyggere.